# Golden Week (Japan)
Golden Week (ゴールデンウィーク Gōruden Wīku?, "Gyllene veckan") är en rad närliggande helgdagar i Japan som infaller årligen i slutet av april och början av maj.

## Dagar
Golden Week inkluderar följande helgdagar:
- 29 april: uppmärksammad som kejsarens födelsedag till och med 1988, som Midori no hi ("grönskans dag") från 1989 till 2006, och som Shōwa no hi ("Shōwadagen") från och med 2007
- 3 maj: Kenpō kinenbi, en minnesdag för Japans konstitution
- 4 maj: officiell helgdag på grund av att den ligger mellan två andra helgdagar, från 1985 till 2006. Midori no hi från och med 2007
- 5 maj: Kodomo no hi ("barnens dag").